# Canton d'Aubrac et Carladez
Le canton d'Aubrac et Carladez est une circonscription électorale française du département de l'Aveyron, créée par le décret du 21 février 2014 et entrée en vigueur lors des élections départementales de 2015.

## Histoire
Un nouveau découpage territorial de l'Aveyron est entré en vigueur en mars 2015, en application des lois du 17 mai 2013 (loi organique 2013-402 et loi 2013-403) et du décret du 21 février 2014. Les conseillers départementaux sont, à compter de ces élections, élus au scrutin majoritaire binominal mixte. Les électeurs de chaque canton élisent au Conseil départemental, nouvelle appellation du Conseil général, deux membres de sexe différent, qui se présentent en binôme de candidats. 
Les conseillers départementaux sont élus pour 6 ans au scrutin binominal majoritaire à deux tours, l'accès au second tour nécessitant 12,5 % des inscrits au 1er tour. En outre la totalité des conseillers départementaux est renouvelée. Ce nouveau mode de scrutin nécessite un redécoupage des cantons dont le nombre est divisé par deux avec arrondi à l'unité impaire supérieure. En Aveyron, le nombre de cantons passe ainsi de 46 à 23. Le canton d'Aubrac et Carladez fait partie des 21 nouveaux cantons du département, deux cantons conservant leur dénomination (Saint-Affrique et Villefranche-de-Rouergue).

## Géographie
Le canton d'Aubrac et Carladez est organisé autour de Laguiole dans l'arrondissement de Rodez. Son altitude varie de 226 mètres (Campouriez) à 1440 mètres (Condom-d'Aubrac). Bien que la dénivélation de 1214 mètres soit forte, l'altitude moyenne augmente progressivement de 1000 mètres, à l'ouest, en Carladez, et au sud, en Viadène, à 1200 mètres, sur le plateau de l'Aubrac, à l'est.

## Représentation
| Période élective | Période élective | Mandat | Mandat   | Identité        | Nuance | Nuance | Qualité |
| ---------------- | ---------------- | ------ | -------- | --------------- | ------ | ------ | --- |
| 2015             | 2021             | 2015   | 2021     | Vincent Alazard |        | DVD    | Agriculteur Maire de Laguiole |
| 2015             | 2021             | 2015   | 2021     | Annie Cazard    |        | DVD    | Retraitée de la fonction publique territoriale Présidente de la CC du Carladez puis, à partir du 1er janvier 2017, de la CC Aubrac et Carladez, première adjointe au maire de Murols |
| 2021             | 2028             | 2021   | en cours | Vincent Alazard |        | DVD    | Conseiller sortant |
| 2021             | 2028             | 2021   | en cours | Annie Cazard    |        | DVD    | Conseillère sortante, vice-présidente chargée de l'enfance et de la famille |

### Résultats détaillés

#### Élections de mars 2015
Lors des élections départementales de 2015, le binôme composé de Vincent Alazard et Annie Cazard (DVD) est élu au 1er tour avec 75,69% des suffrages exprimés, devant le binôme composé de Nathalie Leleu et Thierry Maillefert (FN) (18,64%). Le taux de participation est de 61,58 % (5 476 votants sur 8 892 inscrits) contre 59,71 % au niveau départemental et 50,17 % au niveau national.

#### Élections de juin 2021
Le premier tour des élections départementales de 2021 est marqué par un très faible taux de participation (33,26 % au niveau national). Dans le canton d'Aubrac et Carladez, ce taux de participation est de 46,97 % (3 973 votants sur 8 458 inscrits) contre 43,28 % au niveau départemental. À l'issue de ce premier tour,  le binôme constitué de Vincent Alazard et Annie Cazard (DVD, 76,1 %), est élu avec 76,1 % des suffrages exprimés.

## Composition
Lors de sa création, le nouveau canton d'Aubrac et Carladez est composé de vingt-six communes entières.
À la suite de la fusion des communes d'Alpuech, Graissac, Lacalm, Sainte-Geneviève-sur-Argence, La Terrisse et Vitrac-en-Viadène au 1er janvier 2016 pour former la commune nouvelle d'Argences en Aubrac, il est composé des vingt et une communes suivantes :
| Nom                              | Code Insee | Intercommunalité               | Superficie (km2) | Population (dernière pop. légale) | Densité (hab./km2) | Modifier                                    |
| -------------------------------- | ---------- | ------------------------------ | ---------------- | --------------------------------- | ------------------ | ------------------------------------------- |
| Laguiole (bureau centralisateur) | 12119      | CC Aubrac, Carladez et Viadène | 63,06            | 1 215 (2022)                      | 19                 | modifier les données · modifier les données |
| Argences en Aubrac               | 12223      | CC Aubrac, Carladez et Viadène | 151,78           | 1 597 (2022)                      | 11                 | modifier les données · modifier les données |
| Brommat                          | 12036      | CC Aubrac, Carladez et Viadène | 43,28            | 632 (2022)                        | 15                 | modifier les données · modifier les données |
| Campouriez                       | 12048      | CC Aubrac, Carladez et Viadène | 18,38            | 330 (2022)                        | 18                 | modifier les données · modifier les données |
| Cantoin                          | 12051      | CC Aubrac, Carladez et Viadène | 42,37            | 312 (2022)                        | 7,4                | modifier les données · modifier les données |
| Cassuéjouls                      | 12058      | CC Aubrac, Carladez et Viadène | 10,35            | 106 (2022)                        | 10                 | modifier les données · modifier les données |
| Condom-d'Aubrac                  | 12074      | CC Aubrac, Carladez et Viadène | 46,08            | 289 (2022)                        | 6,3                | modifier les données · modifier les données |
| Curières                         | 12088      | CC Aubrac, Carladez et Viadène | 36,06            | 214 (2022)                        | 5,9                | modifier les données · modifier les données |
| Florentin-la-Capelle             | 12103      | CC Aubrac, Carladez et Viadène | 36,80            | 281 (2022)                        | 7,6                | modifier les données · modifier les données |
| Huparlac                         | 12116      | CC Aubrac, Carladez et Viadène | 24,70            | 252 (2022)                        | 10                 | modifier les données · modifier les données |
| Lacroix-Barrez                   | 12118      | CC Aubrac, Carladez et Viadène | 28,01            | 531 (2022)                        | 19                 | modifier les données · modifier les données |
| Montézic                         | 12151      | CC Aubrac, Carladez et Viadène | 18,87            | 226 (2022)                        | 12                 | modifier les données · modifier les données |
| Montpeyroux                      | 12156      | CC Aubrac, Carladez et Viadène | 61,71            | 519 (2022)                        | 8,4                | modifier les données · modifier les données |
| Mur-de-Barrez                    | 12164      | CC Aubrac, Carladez et Viadène | 20,18            | 685 (2022)                        | 34                 | modifier les données · modifier les données |
| Murols                           | 12166      | CC Aubrac, Carladez et Viadène | 13,90            | 102 (2022)                        | 7,3                | modifier les données · modifier les données |
| Saint-Amans-des-Cots             | 12209      | CC Aubrac, Carladez et Viadène | 41,51            | 732 (2022)                        | 18                 | modifier les données · modifier les données |
| Saint-Chély-d'Aubrac             | 12214      | CC Aubrac, Carladez et Viadène | 78,65            | 517 (2022)                        | 6,6                | modifier les données · modifier les données |
| Saint-Symphorien-de-Thénières    | 12250      | CC Aubrac, Carladez et Viadène | 31,63            | 219 (2022)                        | 6,9                | modifier les données · modifier les données |
| Soulages-Bonneval                | 12273      | CC Aubrac, Carladez et Viadène | 15,16            | 302 (2022)                        | 20                 | modifier les données · modifier les données |
| Taussac                          | 12277      | CC Aubrac, Carladez et Viadène | 39,30            | 508 (2022)                        | 13                 | modifier les données · modifier les données |
| Thérondels                       | 12280      | CC Aubrac, Carladez et Viadène | 38,47            | 359 (2022)                        | 9,3                | modifier les données · modifier les données |
| Canton d'Aubrac et Carladez      | 1201       |                                | 860,25           | 9 928 (2022)                      | 12                 | modifier les données                        |

## Démographie
En 2022, le canton comptait 9 928 habitants, en évolution de −3,41 % par rapport à 2016 (Aveyron : +0,37 %, France hors Mayotte : +2,11 %).
| 2013   | 2018   | 2022  |
| ------ | ------ | ----- |
| 10 292 | 10 147 | 9 928 |